# إينيس تشيبكيسس تشينونغ
إينيس تشيبكيسس تشينونغ (بالإنجليزية: Iness Chepkesis Chenonge) هي عداء كيني ولد في يوم 1 فبراير 1982 في مقاطعة ترانس نزويا في كينيا، تخصص في سباقات ال5000 متر وأبرز إنجازاته هو فوزه بالميدالية البرونزية في دورة ألعاب الكومنولث 2002 في مانشستر في إنجلترا وأفضل رقم شخصي له هو 14:39.19 دقيقة سجله في سنة 2010.

## روابط خارجية
- إينيس تشيبكيسس تشينونغ على موقع الاتحاد الدولي لألعاب القوى (الإنجليزية)